# Лайсниг
Лайсниг (нем. Leisnig) — город в Германии, в земле Саксония. Подчинён административному округу Хемниц. Входит в состав района Средняя Саксония.  Население составляет 8463 человек (на 31 декабря 2013 года). Занимает площадь 78,01 км². Официальный код  —  14 3 75 090.
Город подразделяется на 40 городских районов.

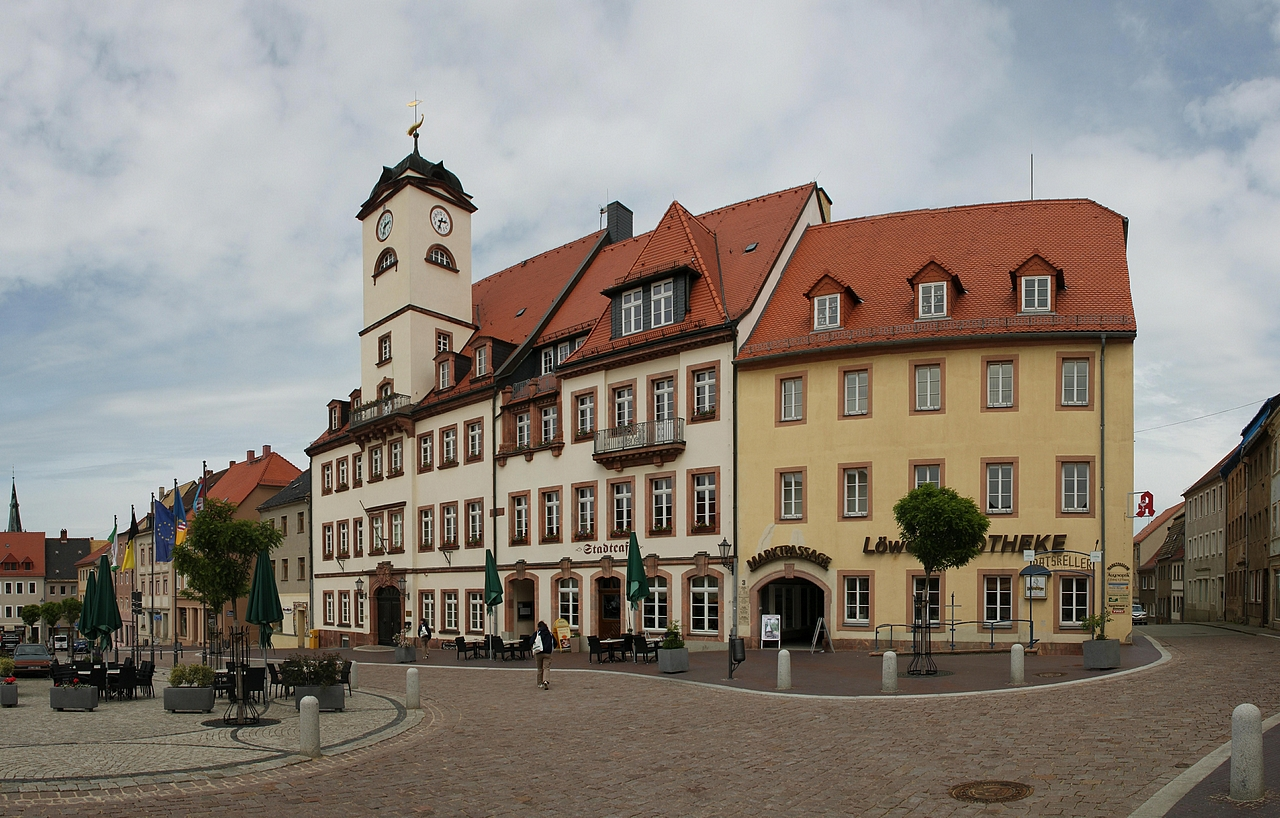
Рыночная площадь. Вид на ратушу
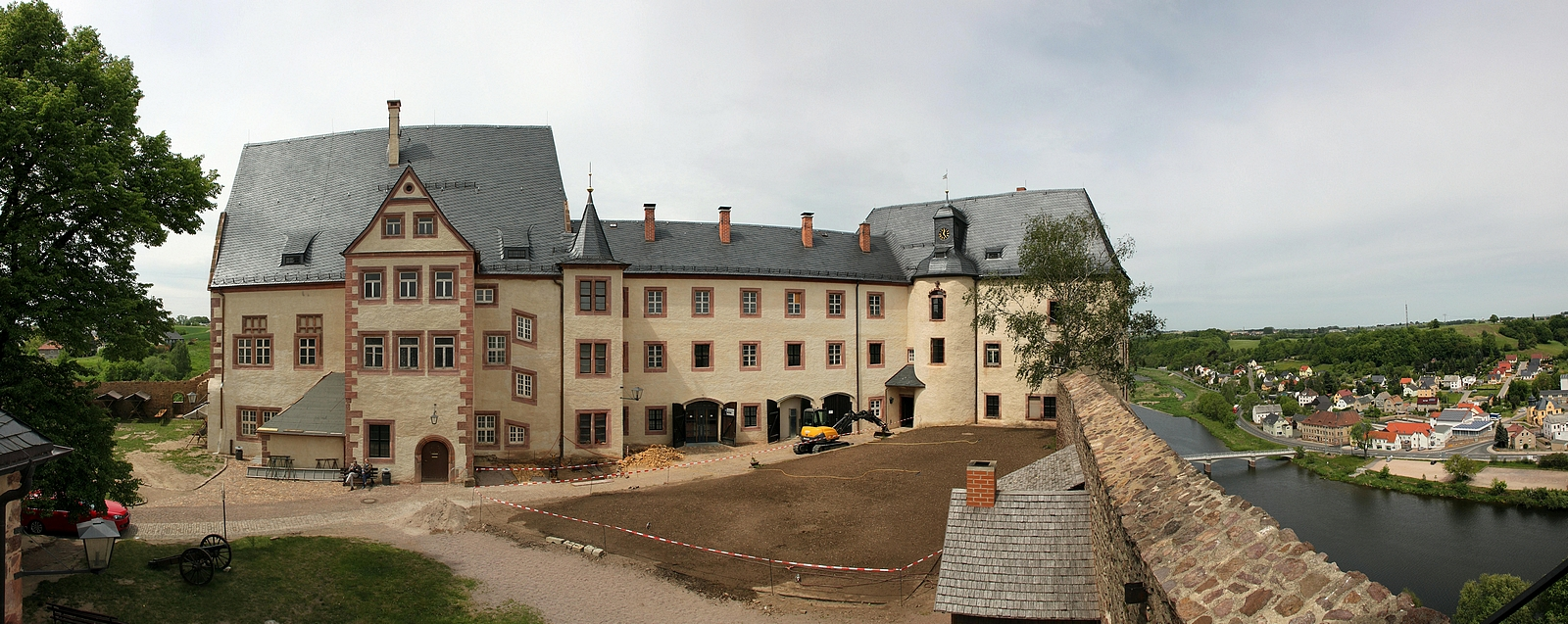
Замок Мильденштайн - символ города и один из старейших средневековых замков в современной Саксонии
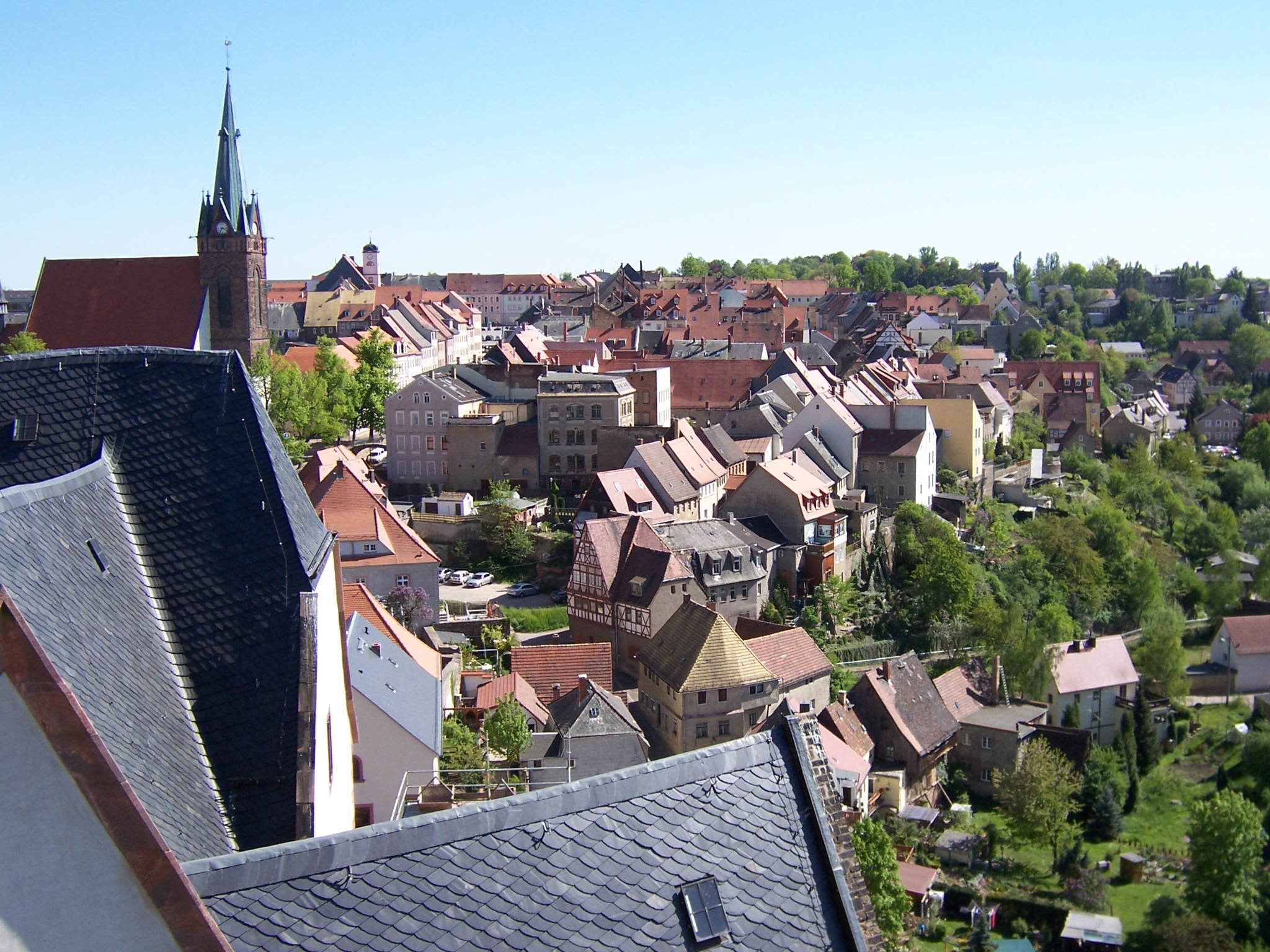
Вид на город с замковой башни

## Города-побратимы
- Халастелек Венгрия